# أركسيلاوس
هذه المقالة تتحدث عن الفيلسوف اليوناني، أما عن ملك برقة أنظر أركسيلاوس الرابع
أركسيلاوس (316 – 241 ق م)، هو فيلسوف إغريقي وهو مؤسس الأكاديمية الجديدة أو الوسطى.

## سيرته
ولد أركسيلاوس في بيتاني في أيوليس، ودربه أوطولوقس الرياضياتي، ودربه في أثينا لاحقا ثيوفراستوس وكرانتور، الذي قاده لكي يلتحق بالأكاديمية. ولاحقا أصبح صديقا حميما لبوليمون وأقراطس، الذي خلفه على رأس المدرسة. ويقول ديوجينس لايرتيوس أنه مات بسبب إفراطه بالشرب، ولكن شهادة آخرين ومنهم كليانثس وكذلك مبادئه تنفي هذه القصة، وكان من المعروف أنه حظي بالكثير من الاحترام بين الأثينيين.

## فلسفته
بالنسبة لفكره فقد وصلنا من كتابات آخرين مثل شيشرون وديوجينس لايرتيوس وسيكستوس إمبيريكوس، ويظهر فيها أنه شن هجوما على الرواقيين وبنى هجومه على عنصر تشككي، والذي كان كامنا في كتابات أفلاطون الأخيرة. وهو يعتبر أن قوة الإقناع الفكري لا يجب أن تعتبر ملزمة، بقدر ما هي من خصائص الإقناع المتناقض. والشك في بيانات محسوسة تنطبق بالمثل على تفسيرات المنطق، ولهذا فالإنسان يجب أن يكون راضيا عن الاحتمالية التي تكون كافية كدليل عملي. ويقول "نحن لا نعرف شيئا، ولا حتى جهلنا"، ولهذا فإن الحكيم عليه أن يكون راضيا عن الموقف اللاأدري. وقد استعمل المنهج السقراطي في التعليم ولم يترك أي كتابات. وكانت تميز مناقشاته الفكاهة الحادة وخصوبة الأفكار.